# Bauhinia (Zeitschrift)
Die Bauhinia ist eine botanische Zeitschrift, die von der Basler Botanischen Gesellschaft herausgegeben wird.
Die Zeitschrift erschien erstmals 1953. Seitdem wurden bis 2018 bislang 27 Bände herausgegeben, da nicht jedes Jahr ein neuer Band erschien. Die Bände erscheinen jeweils im Juni. Seit 2019 leitet Daniel Küry das Redaktionsteam.
Die Zeitschrift Bauhinia wurde nach der Pflanzengattung der Bauhinien (Bauhinia) benannt, deren Name wiederum zu Ehren der in Basel geborenen und als Botaniker tätigen Brüder Johann Bauhin (1541–1613) und Caspar Bauhin (1560–1624) gewählt wurde.